# ضريح ناصر الحق
ضريح ناصر الحق (بالفارسية: آرامگاه ناصرالحق) هو ضريح تاريخي يعود إلى القرن التاسع الهجري، ويقع في أمل.